# Cities XL 2012
Cities XL 2012 – trzecia gra komputerowa z serii Cities XL wyprodukowana przez francuskie studio Focus Home Interactive i wydana przez nie na platformę PC 20 października 2009 roku.

## Rozgrywka
W porównaniu z Cities XL 2011 liczba struktur i unikalnych elementów została zwiększona do 1000. W grze zawarto ponad 60 nowych map, część z nich zostało ustylizowana na lokalizacje istniejące w rzeczywistości. Są nimi m.in. wyspy Kajmany oraz jezioro Powell w Wielkim Kanionie Kolorado.